# Томешти (Васлуј)
Томешти (рум. Tomești) насеље је у Румунији у округу Васлуј у општини Погана. Oпштина се налази на надморској висини од 177 m.

## Становништво
Према подацима из 2002. године у насељу је живело 969 становника, од којих су сви румунске националности.